# Pidinger Klettersteig

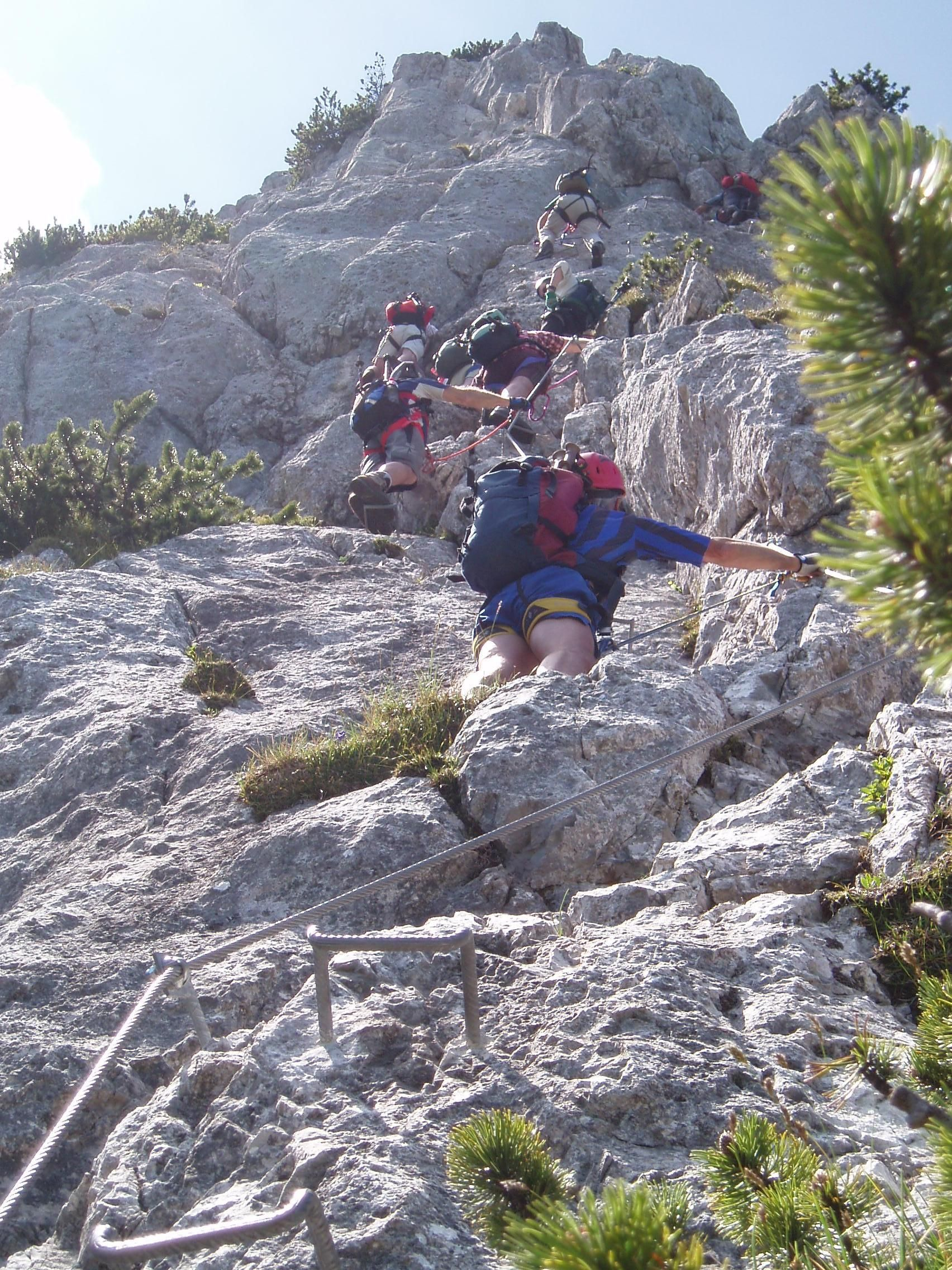
Oberer Teil des Pidinger Klettersteigs

Der Pidinger Klettersteig ist ein anspruchsvoller Klettersteig, der von Piding aus in der Hochstaufen-Nordwand bis kurz unter den Gipfel (1.771 m) führt. Er wurde 2003 unter der Leitung von Sepp Reichenberger gebaut und folgt im oberen Teil einer alten Kletterroute, die von Willo Welzenbach 1921 erstbegangen wurde.

## Gehzeiten
- Piding (Urwies, Parkplatz ca. 450 m) bis zum Einstieg (ca. 1.020 m): ca. 1,5 h
- Einstieg bis zum Gipfel (1.771 m): ca. 2–4 h (je nach Kondition/Können; an Wochenenden mit starkem Andrang auch länger!)
- Gipfel bis Piding (Urwies): ca. 2,5 h (Abstieg über Normalweg)

## Schwierigkeit
Schwerer und steiler Klettersteig, teils stark steinschlaggefährdet, im unteren Bereich zum Teil sehr rutschig. Schwierigkeitsgrad C/D. Trittsicherheit, Schwindelfreiheit und gute Kondition sind Voraussetzung, Klettersteigset und Steinschlaghelm sind unbedingt anzuraten. Obwohl der Steig noch nicht lange existiert, kam es bereits zu mehreren Bergwachteinsätzen und Todesopfern.

## Route
Einstieg: 47° 45′ 35″ N, 12° 51′ 12″ O

Ausgangspunkt ist Piding, Ortsteil Urwies. Ab dem großen Wanderparkplatz ist der Weg zum Einstieg gut beschildert. Der Klettersteig selbst ist bis auf einige Passagen fast durchgehend mit Stahlseil versichert, ansonsten weisen Steinmännchen den Weg. Der Abstieg erfolgt am besten über den Normalweg Richtung Steiner Alm, alternativ über die Steinernen Jäger zur Mairalm. Der Abstieg über den Klettersteig ist verboten.

## Bilder

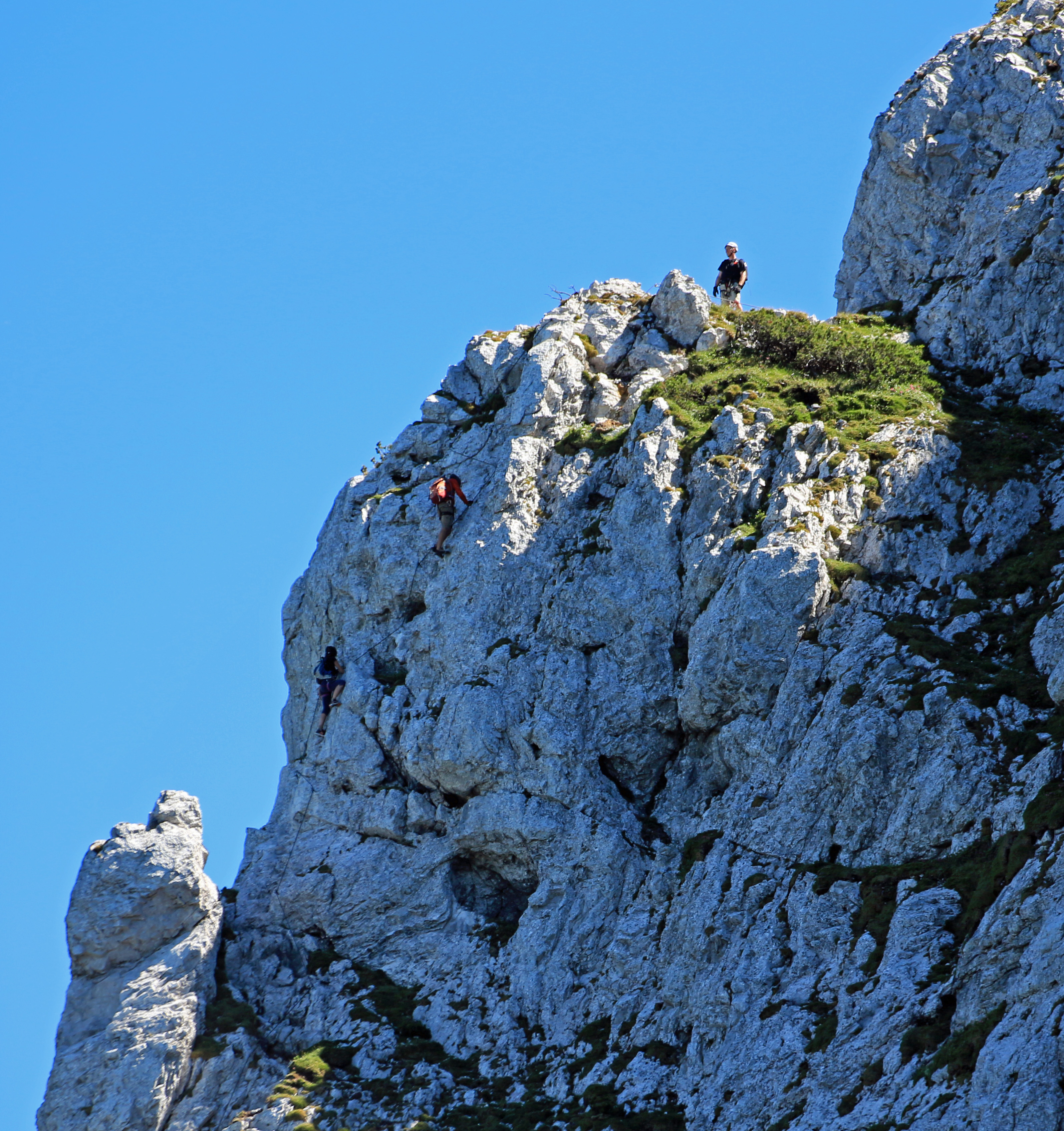
Von der Abstiegsroute aus gesehen
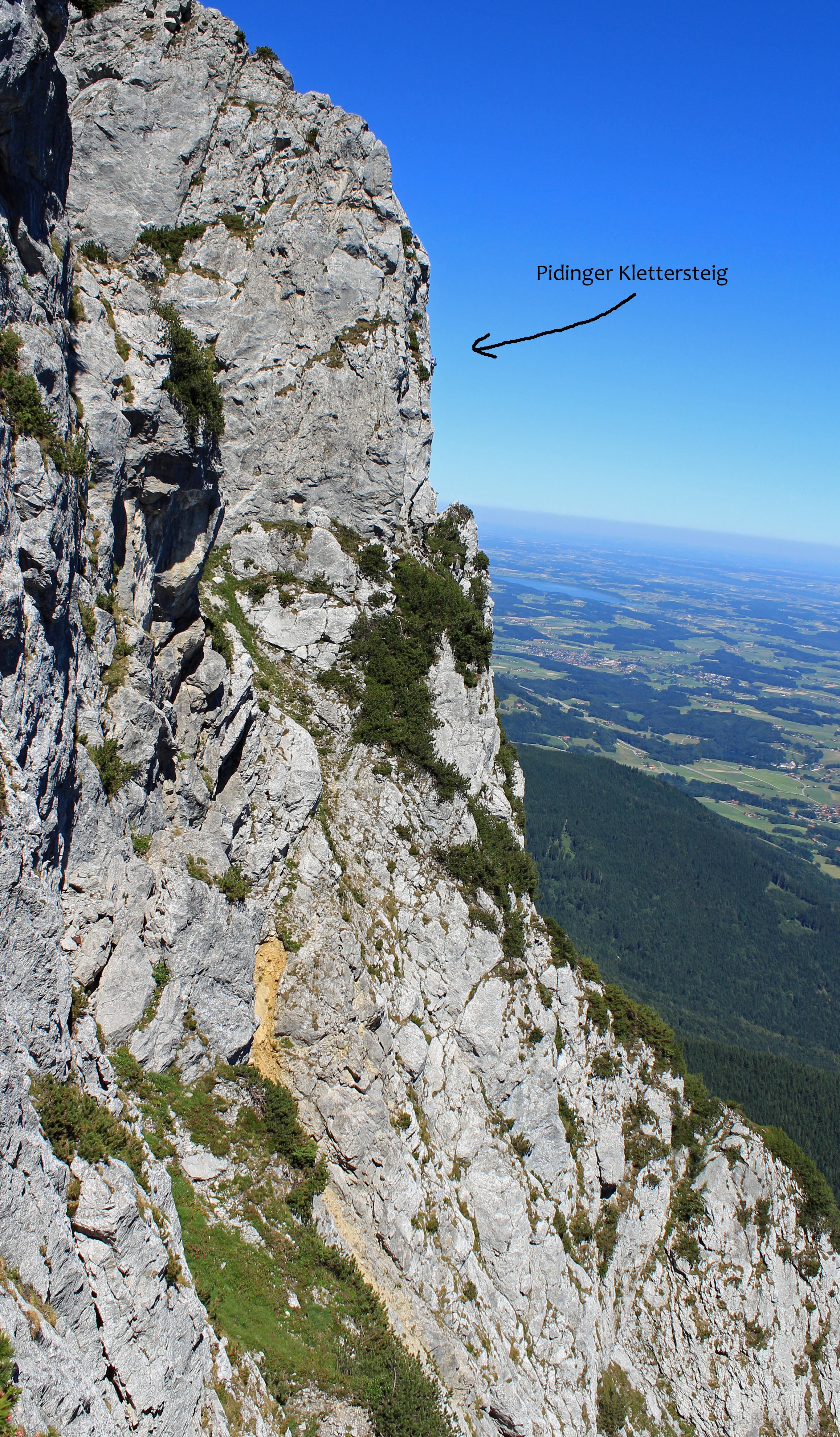
Klettersteig vom Steinernen Jäger gesehen
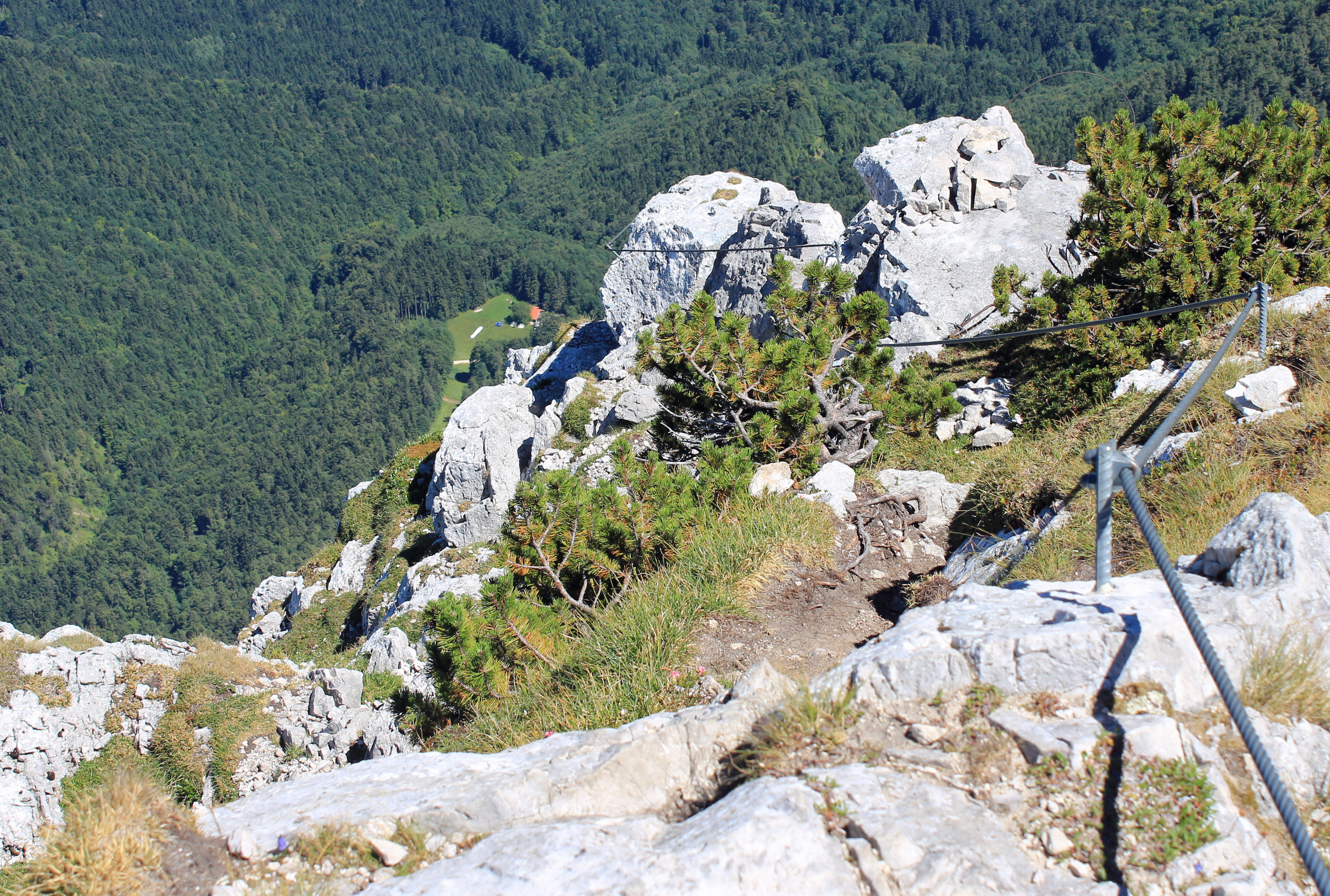
Pidinger Klettersteig
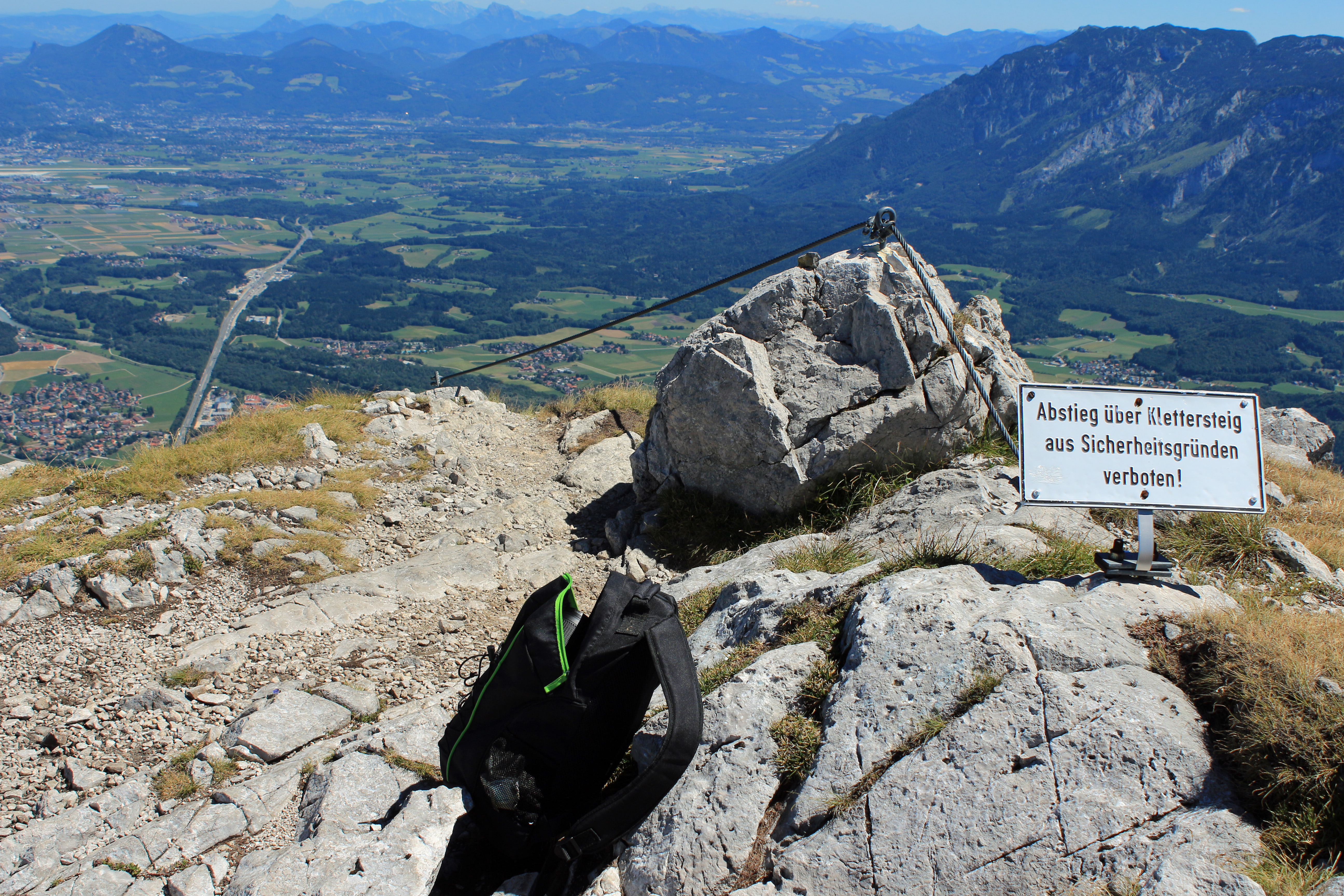
Der Ausstieg am Pidinger Klettersteig